# Jorge Fons
Jorge Fons Pérez (Tuxpan de Rodríguez Cano, estat de Veracruz, Mèxic, 23 d'abril de 1939) és un director de cinema mexicà tres vegades guardonat amb el Premi Ariel i és conegut principalment per ser el director de la pel·lícula Rojo amanecer.

## Biografia
Jorge Fons pertany a la primera generació de directors de cinema diplomats del Centre Universitari d'Estudis Cinematogràfics (CUEC) de la UNAM. El seu curtmetratge Caridad (1973) continua sent considerat una de les millors obres del cinema mexicà. De tota la seva filmografia, cal destacar Los albañiles, basada en la novel·la de Vicente Leñero; basada en la novel·la de Vicente Leñero; aquesta pel·lícula mostra un interessant joc estructural que dona lluentor i eficàcia a la narrativa. Rojo amanecer (1989) i El callejón de los milagros (1995), aquesta última basada en el llibre homònim de Naguib Mahfuz, de 1947 (زقق المدق), que trenca amb els esquemes clàssics de narració lineal al cinema. L'agost del 2010 va estrenar la seva pel·lícula El atentado, basada en la novel·la El expediente del atentado, d'Álvaro Uribe, sobre l'incident del qual va sortir il·lès Porfirio Díaz. De 1998 a 2002 va ser President de l'Academia Mexicana de Artes y Ciencias Cinematográficas. En 2011 va ser distingit amb el Premi Nacional de Ciències i Arts a l'àrea de Belles Arts.

## Filmografia

### Cinema
- Quebranto (2013) Documental - protagonista
- El atentado (2010)
- La cumbre (2003)
- El callejón de los milagros (1995)
- Rojo amanecer (1989)
- Templo mayor (1988)
- Diego Rivera; vida y obra (1986)
- Indira 1985 Documental
- Así es Vietnam (1979) Documental
- El hombre mono (1978) Guió de J. Fons, L. Carrión i J. Tovar
- Los albañiles (1976)
- La ETA (1974)
- Escuela tecnológica agropecuaria (1974)
- Cinco mil dólares de recompensa (1972)
- Fe, esperanza y caridad (1972) Episodi "Caridad"
- Jory (1972)
- Los cachorros (1971)
- Tú, yo, nosotros (1970) Episodio "Nosotros"
- El quelite (1969)
- Trampas de amor (1968) Episodi "La sorpresa"
- Los caifanes (1966) Coordinador artístic.
- Amor, amor, amor (1965) Epíleg "Las dos Elenas" (Assistent de direcció)
- Los bienamados (1965) Episodi "Un alma pura" (Assistent de direcció)
- Pulquería La Rosita (1964) (Assistent de direcció)

### Televisió
- Sueño de amor (2016)
- Mi corazón es tuyo (2014/15)
- Porque el amor manda (2012/13)
- Una familia con suerte (2011/12)
- Mi pecado (2009)
- Mientras haya vida (2007)
- Gitanas (2004)
- Cara o cruz (2001)
- Si Dios me quita la vida (1995)
- Segona part de El vuelo del águila (1994)
- Yo compro esa mujer (1990)
- La casa al final de la calle (1988)
- El qué sabe, sabe (1980)

## Premis y nominacions

### Premis TVyNovelas
| Any  | Categoria                | Telenovel·la                 | Resultat  |
| ---- | ------------------------ | ---------------------------- | --------- |
| 2015 | Millor direcció d'escena | Mi corazón es tuyo           | Nominat   |
| 2014 | Millor direcció d'escena | Porque el amor manda         | Nominat   |
| 2010 | Millor direcció d'escena | Mi pecado                    | Nominat   |
| 1995 | Millor direcció d'escena | El vuelo del águila          | Guanyador |
| 1990 | Millor direcció d'escena | La casa al final de la calle | Guanyador |

- En 2005 li van concedir el Mayahuel de Plata per la seva trajectòria al cinema nacional de Mèxic.
- En 2011 se li va atorgar Premi Nacional de Ciències i Arts en l'àrea de Belles Arts.

### Premis ACE 1991
| Categoria       | Telenovel·la          | Resultat  |
| --------------- | --------------------- | --------- |
| Millor Director | Yo compro a esa mujer | Guanyador |